# Стони тенис на Летњим олимпијским играма 2012 — мушкарци екипно
Стонотениски олимпијски турнир за мушкарце у екипној конкуренцији на Летњим олимпијским играма 2012. у Лондону одржан је од петка 3. августа до среде 8. августа у Ексел центру. Турнир је игран по елиминационом систему.
Учествовало је укупно 16 екипа и 48 стонотенисера (по три у свакој екипи). Екипно такмичење у стоном тенису уведено је по први пут на Играма у Пекингу 2008. уместо такмичења у конкуренцији парова. Титулу је бранила селекција Кине.

## Освајачи медаља
| Злато | Сребро | Бронза |  |  |  |  |
|       |        |        |  |  |  |  |
|       |        |        |  |  |  |  |

## Учесници
На турниру је учествовало укупно 16 екипа, а сваку екипу чинила су по три играча (укупно 48). На основу пласмана играча који чине сваки тим на светској ранг листи одређен је и редослед носилаца на турниру:
| Ранг | Екипа                | Чланови тима (позиција на ранг листи 4. јула) | Чланови тима (позиција на ранг листи 4. јула) | Чланови тима (позиција на ранг листи 4. јула) |
| ---- | -------------------- | --------------------------------------------- | --------------------------------------------- | --------------------------------------------- |
| 1.   | Кина                 | Zhang Jike (1)                                | Ма Лонг (2)                                   | Ванг Хао (4)                                  |
| 2.   | Јужна Кореја         | Јо Се-Хјук (10)                               | Ох Санг-Еун (11)                              | Рју Сеунг-Мин (17)                            |
| 3.   | Јапан                | Ђун Мизутани (5)                              | Коки Нива (16)                                | Сеија Кишикава (21)                           |
| 4.   | Немачка              | Тимо Бол (7)                                  | Димитриј Овчаров (12)                         | Баштијан Штигер (24)                          |
| 5.   | Сингапур             | Гао Нинг (15)                                 | Жан Ђијан (25)                                | Јанг Зи (54)                                  |
| 6.   | Хонгконг             | Jiang Tianyi (20)                             | Tang Peng (32)                                | Leung Chu Yan (35)                            |
| 7.   | Аустрија             | Роберт Гардос (29)                            | Чен Вејсинг (32)                              | Вернер Шлагер (47)                            |
| 8.   | Португалија          | Маркос Фреитас (31)                           | Тијаго Аполонија (34)                         | Жоао Монтеиро (39)                            |
| 9.   | Русија               | Александар Шибајев (29)                       | Кирил Скачков (41)                            | Алексеј Смирнов (46)                          |
| 10.  | Шведска              | Јенс Лундквист (51)                           | Пер Герел (80)                                | Јирген Персон (90)                            |
| 11.  | Северна Кореја       | Јанг Сонг-Ман (59)                            | Ким Хјок-Бонг (77)                            | Ким Сонг-Нам (181)                            |
| 12.  | Бразил               | Густаво Цубој (104)                           | Тијаго Монтеиро (126)                         | Уго Хојама (217)                              |
| 13.  | Уједињено Краљевство | Пол Дринкхол (107)                            | Ендру Багали (133)                            | Лајам Пичфорд (143)                           |
| 14.  | Египат               | Елсајед Лашин (123)                           | Ахмед Салех (157)                             | Омар Асар (209)                               |
| 15.  | Канада               | Жен Ванг (113)                                | Пјер-Лик Хинс (305)                           | Андре Хо (393)                                |
| 16.  | Аустралија           | Виљем Хензл (130)                             | Џастин Хан (386)                              | Роберт Френк (434)                            |

## Сатница
Сатница је по локалном британском летњем времену (UTC+1).
| Датум     | Почетак | Коло               |
| --------- | ------- | ------------------ |
| 3. август | 19:00   | Прво коло          |
| 4. август | 10:00   | Прво коло          |
| 5. август | 10:00   | Четвртфинале       |
| 6. август | 14:30   | Полуфинале         |
| 8. август | 11:00   | Утакмица за бронзу |
| 8. август | 15:30   | Утакмица за злато  |